# Buraco de minhoca

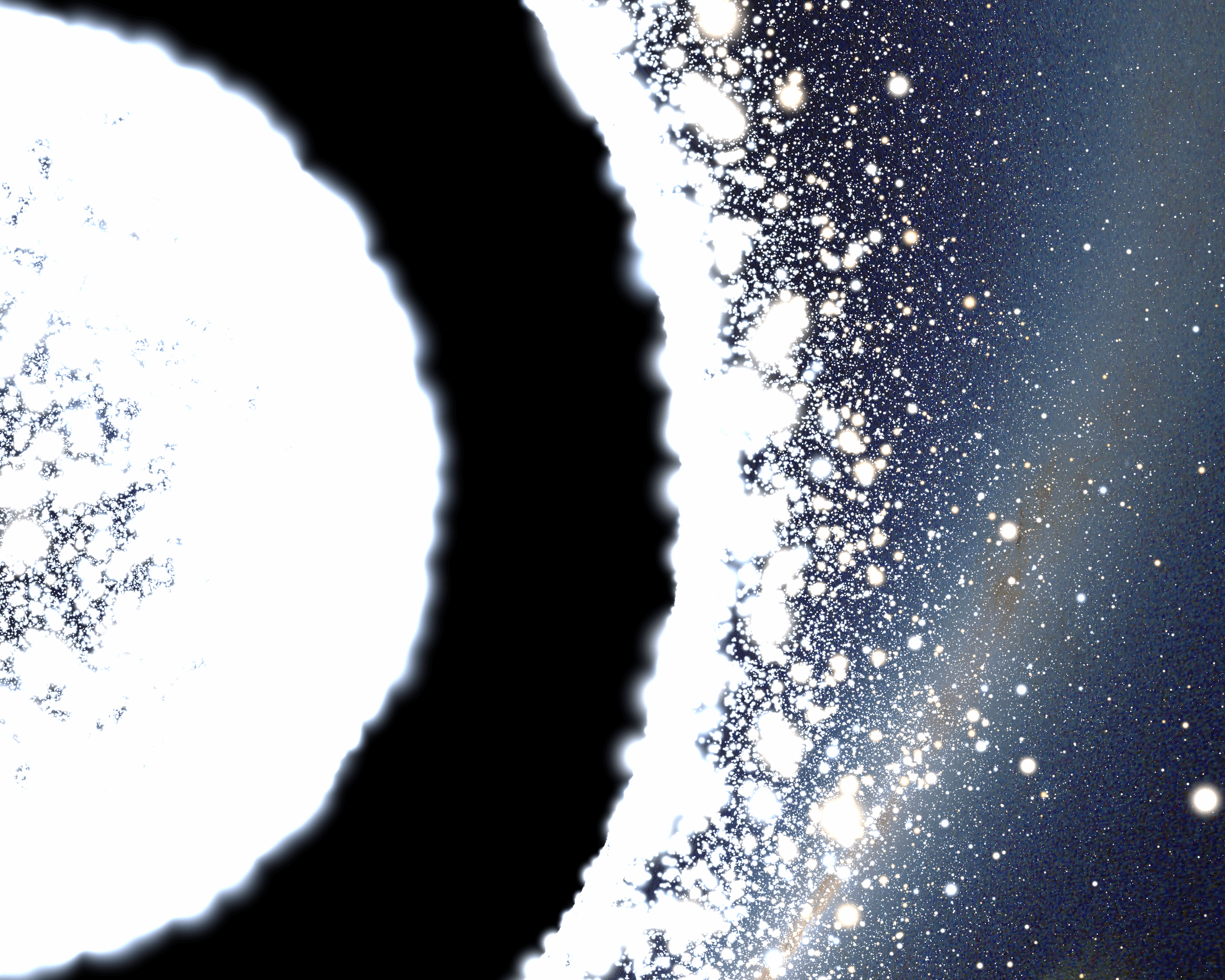
Representação artística de um buraco de minhoca tipo Schwarzschild, visto por um observador cruzando o horizonte de eventos, o qual é semelhante a um buraco negro Schwarzschild, mas com a singularidade substituída por um caminho instável para um buraco branco em outro universo. O observador vem da direita, e o outro universo torna-se visível no centro da sombra do buraco de minhoca logo que o horizonte é cruzado. Esta nova região, todavia, é inalcançável no caso de um buraco de minhoca Schwarzschild, visto que a ponte entre o buraco negro e o buraco branco sempre entrará em colapso antes que o observador tenha tempo de atravessá-la. Ver Buracos Brancos e Buracos de Minhoca para uma discussão mais técnica e uma animação do que um observador veria ao cair num buraco de minhoca Schwarzschild.

Na física, um buraco de minhoca ou buraco de verme é uma característica topológica hipotética do contínuo espaço-tempo. Um buraco de minhoca possui ao menos duas “bocas” conectadas a uma única “garganta” ou “tubo”. Se o buraco de minhoca é transponível, a matéria pode “viajar” de uma boca para outra passando através da garganta. Embora não exista evidência direta da existência de buracos de minhoca, um contínuo espaço-temporal contendo tais entidades costuma ser considerado válido pela relatividade geral.
O termo buraco de minhoca (wormhole em inglês) foi criado pelo físico teórico estadunidense John Archibald Wheeler em 1957. Todavia, a ideia dos buracos de minhoca já havia sido proposta em 1921 pelo matemático alemão Hermann Weyl em conexão com sua análise da massa em termos da energia do campo eletromagnético.
Esta análise força a se considerar situações em que há um fluxo de rede de linhas de força através do que os topologistas poderiam chamar de alça ou espaço multiplamente conectado e que os físicos poderiam ser desculpados por denominar mais vividamente de 'buraco de minhoca'.— John Wheeler em Annals of Physics
O nome "wormhole" vem de uma analogia usada para explicar o fenômeno. Da mesma forma que uma "worm" (palavra que designa tanto um verme, quanto uma fase imatura de um inseto ou uma minhoca propriamente dita) que perambula pela casca de uma maçã poderia pegar um atalho para o lado oposto da casca da fruta abrindo caminho através do miolo, em vez de mover-se por toda a superfície até lá, um viajante que passasse por um buraco de minhoca pegaria um atalho para o lado oposto do universo através de um túnel topologicamente incomum.

## Definição
A noção básica de um buraco de minhoca intra-universo é a de que é uma região compacta do continuum espaço-tempo cuja fronteira é topologicamente trivial mas cujo interior não está simplesmente conectado. Formalizar esta ideia leva a definições tais como a seguinte, extraída de Lorentzian Wormholes de Matt Visser:
| “ | Se um espaço-tempo lorentziano contém uma região compacta Ω, e se a topologia de Ω está na forma Ω ~ R x Σ, onde Σ é um conduto triplo de topologia incomum, cuja fronteira possui topologia na forma dΣ ~ S2, e se ademais, as hipersuperfícies Σ são todas espaço-similares, então a região Ω contém um buraco de minhoca intra-universo quase permanente. | ” |
Caracterizar buracos de minhoca entre universos é mais complicado. Por exemplo, alguém poderia imaginar um universo “bebê” conectado ao seu “progenitor” por um “cordão umbilical”. O “cordão” poderia ser também encarado como a garganta do buraco de minhoca, mas o espaço-tempo está simplesmente conectado.

## Tipos de buracos de minhoca
Buracos de minhoca intra-universos conectam um local em um universo a outro local do mesmo universo (no mesmo tempo presente ou não presente). Um buraco de minhoca deverá ser capaz de conectar locais distantes no universo criando um atalho através do espaço-tempo, permitindo viajar entre eles mais rápido do que a luz levaria para transitar pelo espaço normal (ver a imagem acima). Buracos de minhoca inter-universos conectam um universo a outro. Isto dá margem à especulação de que tais buracos de minhoca poderiam ser usados para viajar de um universo paralelo para outro. Um buraco de minhoca que conecta universos (geralmente fechados) é frequentemente denominado como wormhole de Schwarzschild. Outra aplicação de um buraco de minhoca poderia ser a viagem no tempo. Neste caso, é um atalho de um ponto no espaço-tempo para outro. Na teoria das cordas, o buraco de minhoca tem sido visto como uma conexão entre duas D-branas, onde as bocas estão ligadas às branas e são conectadas por um tubo de fluxo. Finalmente, acredita-se que buracos de minhoca sejam parte da espuma quântica. Existem dois tipos principais de buracos de minhoca: buracos de minhoca lorentzianos e buracos de minhoca euclidianos. Os buracos de minhoca lorentzianos são estudados primordialmente na relatividade geral e gravitação semiclássica, enquanto os buracos de minhoca euclidianos são estudados em física de partículas. Buracos de minhoca transponíveis são um tipo especial de buraco de minhoca  lorentziano que permitiriam que uma pessoa viajasse de um lado do buraco de minhoca ao outro. Serguei Krasnikov sugeriu a expressão atalho de espaço-tempo (spacetime shortcut) como uma descrição mais geral de buracos de minhoca (transponíveis) e sistemas de propulsão como a métrica de Alcubierre e o tubo de Krasnikov para indicar viagens interestelares mais rápidas que a luz.

## Base teórica
Buracos de minhoca lorentzianos não são excluídos do arcabouço da relatividade geral, mas a plausibilidade física destas soluções é incerta. Também não se sabe se uma teoria de gravitação quântica, que juntasse a relatividade geral com a mecânica quântica, ainda permitiria a existência deles. A maioria das soluções conhecidas da relatividade geral que permitiriam buracos de minhoca transponíveis exigem a existência de matéria exótica, uma substância teórica que possui densidade de energia negativa. Todavia, não foi matematicamente provado que isto é um requisito absoluto para buracos de minhoca transponíveis, nem foi estabelecido que a matéria exótica não possa existir.

## Entrando num buraco de minhoca
Teoricamente, se alguém encontrasse um buraco de minhoca e viajasse através dele, os cientistas não têm certeza sobre como isso afetaria o indivíduo. Alguns acreditam que um buraco de minhoca não se manteria estável por tempo suficiente para permitir a travessia. E existem teorias que sugerem que mesmo que ele permaneça estável, as forças de maré na vizinhança do buraco podem produzir acelerações tão grandes que esmagariam qualquer viajante comprimindo-o transversalmente e esticando-o na direção longitudinal.

## Buracos de minhoca de Schwarzschild

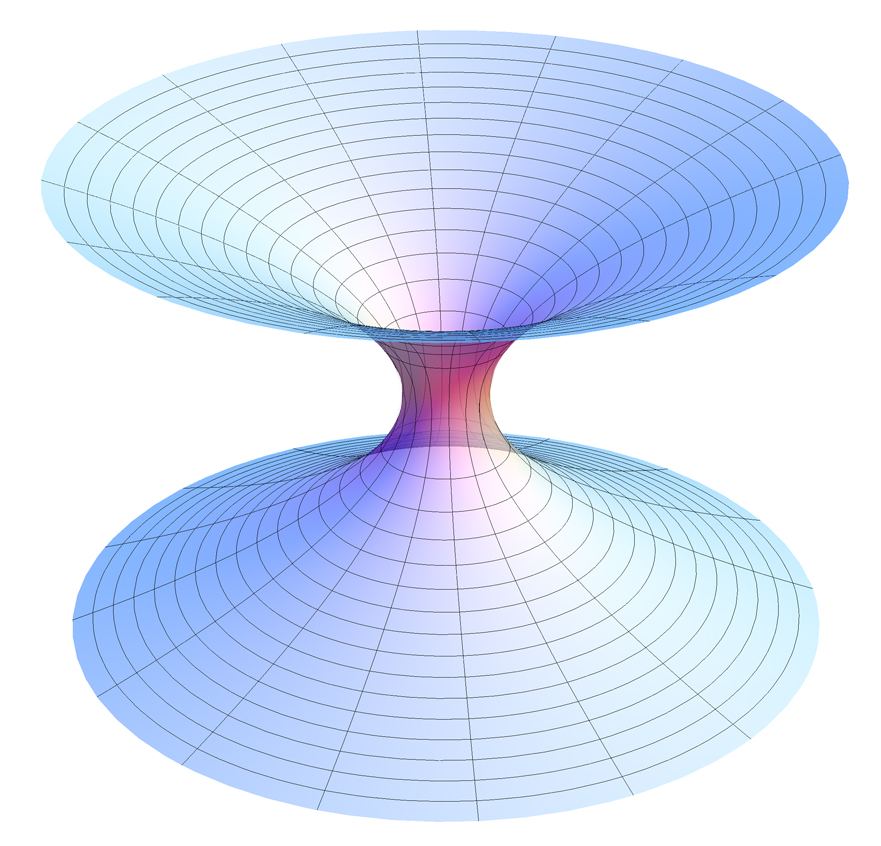
Diagrama integrado de um buraco de minhoca de Schwarzschild.

Buracos de minhoca lorentzianos, conhecidos como buracos de minhoca de Schwarzschild ou pontes de Einstein-Rosen são pontes entre áreas do espaço que podem ser modeladas como soluções de vácuo para as equações de campo de Einstein ao combinar os modelos de um buraco negro e um buraco branco. Esta solução foi descoberta por Albert Einstein e seu colega Nathan Rosen, os quais publicaram o resultado em 1935. Todavia, em 1962 John A. Wheeler e Robert W. Fuller publicaram um artigo demonstrando que este tipo de buraco de minhoca é instável, e que ele colapsará instantaneamente tão logo se forme, impedindo que mesmo a luz consiga atravessá-lo.
Antes que os problemas de estabilidade dos buracos de minhoca de Schwarzschild se tornassem aparentes, foi proposto que quasares eram buracos brancos, constituindo o fim de buracos de minhoca deste tipo.
Embora buracos de minhoca de Schwarzschild não sejam transponíveis, sua existência inspirou Kip Thorne a imaginar buracos de minhoca transponíveis criados mantendo-se aberta a “garganta” de um buraco de minhoca de Schwarzschild com matéria exótica (matéria que possui massa/energia negativa).

### Em inglês
- Criando um Buraco de Minhoca Transponível por Mohammad Mansouryar
- O quê, exatamente, é um 'buraco de minhoca'? (resposta por Richard F. Holman, William A. Hiscock e Matt Visser)
- Por quê buracos de minhoca? por Matt Visser.
- Buracos de minhoca na Relatividade Geral por Soshichi Uchii.
- Novos Buracos de minhoca Aperfeiçoados por John G. Cramer
- Buracos brancos e buracos de minhocas, por Andrew J. S. Hamilton.
- Perguntas e respostas sobre buracos de minhocas
- Buraco de minhoca em arxiv.org

### Em português
- «Como construir uma máquina do tempo, por Paul Davies em Scientific American» 🔗
- «Wormholes transitáveis no Espaço-Tempo», em The Time Machine Project
- «Viagens interestelares, por Renato Las Casas e Divina Mourão», em Observatório - UFMG
- «Esticando o tempo e voltando ao passado, por Roberto Belisário», em Com Ciência
- «Túneis no Espaço-Tempo e Viagens Interestelares Hiper-rápidas»